# Алкет (сын Александра I Македонского)
Алке́т (др.-греч. Ἀλκέτας; V век до н. э.) — сын македонского царя Александра I.

## Биография
Возможно, что перед своей смертью Александр I передал каждому из своих сыновей отдельные области в стране. Но не исключено и что раздел произошёл из-за их враждебности по отношению друг к другу. Так, брату Алкета Филиппу досталась земли, лежавшие на Аксии с городами Идоменой, Гортинией и Аталантой. Стремясь к установлению единовластия в Македонии, Пердикка II изгнал Филиппа из страны, и тот нашел убежище у одрисского царя Ситалка. Согласно Платону, Пердикка «лишил власти» Алкета. Из этих слов не вполне ясно, идёт ли речь о самом царском титуле, или о владениях, полученных Алкетом как одним из сыновей Александра I. В этой связи историками отмечается, что Алкет не упоминается в «Хронике» Евсевия Кесарийского, по которой Пердикка II являлся непосредственным преемником Александра I на троне.
По предположению американского антиковеда Ю. Борза, возможно, Алкет уступил власть мирным путём. Так, имя Алкета приводится наряду с другими знатными македонянами в тексте договора между Пердиккой II и Афинами, заключенного около 423/422 года до н. э. Вероятно, указанные в списке лица расположены по своей значимости. При этом Алкет следует за Пердиккой, и впереди Архелая. Таким образом, Алкет мог считаться на тот момент законным наследником Пердикки.
В соответствии с рассказом Платона, Симиха, мать будущего царя Архелая принадлежала к числу рабов Алкета. Подросший Архелай пригласил к себе Алкета под предлогом обсуждения возвращения тому утраченного положения. Затем Архелай, напоив допьяна своего дядю и двоюродного брата Александра, вывез их на телеге в поле и умертвил, а трупы тайно схоронил. Здесь также не всё ясно: произошло ли это убийство при жизни Пердикки II или уже после его смерти. Некоторые исследователи, например, Н. Хэммонд, сомневаются в достоверности этой истории. Но П. Грин допустил возможность ещё одной династической «кровавой бани» в Македонии, отметив при этом, что Платон приводит свой весьма обстоятельный рассказ спустя только несколько десятилетий после описанных в нём событий.